# Šeksna
Šeksna (rusky Шексна) je řeka ve Vologdské oblasti v Rusku. Je dlouhá 139 km. Povodí řeky má rozlohu 19 000 km².

## Průběh toku
Odtéká z Bílého jezera, přičemž odtok je regulován Čerepoveckou přehradou, v jejímž vzdutí se jezero nachází. Hlavními přítoky jsou Kovža zprava a Sizma zleva. Protéká lesnatou a bažinatou Mologošeksninskou nížinou. Ústí do Šeksninského zálivu Rybinské přehrady na Volze, jejímž je levým přítokem. Původně měřil tok řeky okolo 400 km, po napuštění přehrad se zkrátil na třetinu.

## Vodní režim
Zdrojem vody jsou převážně sněhové srážky. Průměrný roční průtok vody ve vzdálenosti 28 km od ústí činí 172 m³/s. Zamrzá na konci října až v prosinci a rozmrzá v dubnu až na začátku května. Nejvyšších vodních stavů dosahuje v dubnu a v květnu. Na podzim dochází k povodním, které jsou způsobené dešti.

## Využití
Řeka je součástí Volžsko-baltské vodní cesty a Severodvinského vodního systému. Nedaleko ústí na břehu Šeksninského zálivu se nachází město Čerepovec, dalšími významnými sídly jsou Šeksna, Kirillov a Bělozersk. Památkami staroruské architektury jsou Kirillo-bělozerský monastýr a ženský Gorický monastýr. V 19. století se v řece lovil jeseter malý, který vymizel po napuštění přehrad.

## Název
Výraz Šeksna pochází pravděpodobně z baltských jazyků, kde označuje říční rameno. V místní nářečí se vyslovuje jako Šechna, odtud se kraj v povodí řeky nazývá Pošechonie. Zdejší svérázný folklór popsal Michail Jevgrafovič Saltykov-Ščedrin v knize Pošechonské staré časy. Podle řeky se pojmenovala protitanková střela 9K116-2 Šeksna a fotbalový klub FK Šeksna Čerepovec.

## Historie
O řece a osídlení na jejích březích se zmiňuje už Pověst dávných let. V červnu 1553 utonul v řece osmiměsíční prvorozený syn Ivana IV. Dmitrij při ztroskotání lodi, kterou panovnická rodina putovala do Kirillo-bělozerského monastýru.